# ديفيد بريغز
ديفيد بريغز (بالإنجليزية: David Briggs)‏ هو منتج أسطوانات وملحن أمريكي، ولد في 29 فبراير 1944 في دوغلاس في الولايات المتحدة، وتوفي في 26 نوفمبر 1995 في سان فرانسيسكو في الولايات المتحدة بسبب سرطان الرئة.

## وصلات خارجية
- ديفيد بريغز على موقع IMDb (الإنجليزية)
- ديفيد بريغز على موقع ميوزك برينز (الإنجليزية)
- ديفيد بريغز على موقع أول ميوزيك (الإنجليزية)
- ديفيد بريغز على موقع ديسكوغز (الإنجليزية)